# Kahutara (fleuve)
Le fleuve Kahutara  (en anglais : Kahutara River) est un cours d’eau de l’Île du Sud de la Nouvelle-Zélande.

## Géographie
Il s’écoule vers le sud-est à partir de la chaîne de côtière  de ’Kaikoura Range’ (en), atteignant l’ Océan Pacifique au niveau du petit village de « Peketa », à  7 km (soit 4 mi) au sud-ouest de la ville de Kaikoura.